# Pieter Moorthamer
Pieter Moorthamer foi um administrador com o estatuto de Director, o 1.º durante o período da ocupação holandesa da colónia portuguesa de Angola. Exerceu o cargo entre 1641 e 1642. Foi sucedido por Cornelis Hendrikszoon Ouman.